# Design Management Díj
A Design Management Díjat a Magyar Formatervezési Tanács 2009-ben alapította. Célja, hogy a hazai design alkalmazását és menedzselését bemutassa.
A Design Management Díj 2009-es bírálóbizottságának tagjai: Dr. Lengyel István formatervező, a Moholy-Nagy Művészeti Egyetem oktatója, Dr. Bauer András, a Budapesti Corvinus Egyetem Gazdálkodástudományi Kar docense, Dr. Pataki Pál, a Textilipari Műszaki és Tudományos Egyesület vezetője, Takács János, az Electrolux Lehel Kft. első embere, Zsótér László, a Moholy-Nagy Művészeti Egyetem rektorhelyettese.
1 millió forintos díjazás jár a kitüntetéssel.
2009-ben a Magyar Formatervezési Díjra körülbelül 250 design tárgy érkezett a pályázatra. Az Iparművészeti Múzeumban voltak kiállítva a Magyar Formatervezési Díj díjnyertes alkotásai. Ez volt az első év, amikor a Design Management Díjat is kiosztották. A díj arculatára Balázs Benedek, Balikóné Rozmann Ágnes, Gosztom András, Kaszta Mónika és Lőrincz Attila művészek készítettek terveket. Gosztom Andrásnak, a Brand Avenue Art vezetőjének terve valósult meg.

## Lásd még
- Szellemi Tulajdon Nemzeti Hivatala

## Külső hivatkozások
- Design Management Díj 2010 elnyerésére Archiválva 2010. március 27-i dátummal a Wayback Machine-ben
- Design Management Díj 2010
- Debütál a Design Management Díj[halott link]